# Municipio de Fine Lakes
El municipio de Fine Lakes (en inglés: Fine Lakes Township) es un municipio ubicado en el condado de St. Louis en el estado estadounidense de Minnesota. En el año 2010 tenía una población de 134 habitantes y una densidad poblacional de 1,44 personas por km².

## Geografía
El municipio de Fine Lakes se encuentra ubicado en las coordenadas 46°49′36″N 92°53′3″O / 46.82667, -92.88417. Según la Oficina del Censo de los Estados Unidos, el municipio tiene una superficie total de 92.9 km², de la cual 88,61 km² corresponden a tierra firme y (4,63 %) 4,3 km² es agua.

## Demografía
Según el censo de 2010, había 134 personas residiendo en el municipio de Fine Lakes. La densidad de población era de 1,44 hab./km². De los 134 habitantes, el municipio de Fine Lakes estaba compuesto por el 99,25 % blancos, el 0,75 % eran amerindios. Del total de la población el 0 % eran hispanos o latinos de cualquier raza.